# Skorpion I
Skorpion I – władca Górnego Egiptu z okresu predynastycznego. Znany jest z inskrypcji odkrytej w najstarszym z grobów nekropolii w Abydos, na której jego imię zapisano hieroglifem przedstawiającym skorpiona. Jest to jeden z najstarszych znanych przykładów użycia pisma hieroglificznego. 
Przyjmuje się, że po nim następują władcy zaliczani do tzw. dynastii 0.